# ゾウのはな子
ゾウのはな子（ゾウのはなこ）は、2007年8月4日の21:00 - 23:10に、フジテレビ系列『土曜プレミアム』枠内にて放映された、『千の風になって ドラマスペシャル』シリーズの第2弾スペシャルテレビドラマである。ゾウの登場シーンは、タイにて撮影された。

## キャスト
- 吉岡亮平（上野恩賜動物園・象担当飼育係）：反町隆史
- 高野敬介（上野～井の頭自然文化園・象担当飼育係）：北村一輝
- 沢木祐二（井の頭自然文化園・象担当飼育係）：甲本雅裕
- 高野佐代子（高野敬介の妻）：純名りさ
- 長谷川善治（上野恩賜動物園・トラ担当飼育係）：六平直政
- 園田和夫：大嶋捷稔
- 松川裕子（井の頭自然文化園・獣医）：柴田淳
- 高野洋介（敬介の息子）：窪塚俊介
- 花子：三浦三奈
- 和夫（老年期）：織本順吉
- 和夫の母：大塚良重
- 山崎敦夫：俵木藤汰
- 西村静雄（上野恩賜動物園・園長）：堺正章
- 大山浩太（上野恩賜動物園・ツキノワグマ担当飼育係）：小市慢太郎
- 南則夫（上野恩賜動物園・ライオン担当飼育係）：平山広行
- 楢崎誠（井の頭自然文化園・ゾウ担当飼育係）：石井正則
- 松原隆三（上野恩賜動物園・獣医）：飯田基祐
- 小宮山（園長）：三浦浩一
- 浅倉勝治（東京都職員）：田宮五郎
- ナレーション：野間脩平
- 小須田康人、平田弥里、植村喜八郎、大堀こういちほか

## スタッフ
- 原案：「父が愛したゾウのはな子」山川宏治著（現代書林刊）
- ED：新井満「千の風になって」
- 企画：和田行、中村百合子
- 脚本：寺田敏雄
- リサーチ : 野原晴美
- プロデュース：鈴木伸太郎、伊賀宣子
- 演出：河野圭太
- 音楽：EDISON
- 協力：バスク、ベイシス、フジアール、日本航空
- スタジオ：東京メディアシティTMC-1スタジオ
- 特別協力：財団法人東京動物園協会、井の頭自然文化園、恩賜上野動物園
- 撮影協力：三浦市営業開発課、野毛山動物園、東武動物公園、群馬サファリパーク、リンクス・デジワークス
- 制作：フジテレビ、共同テレビ